# Agrotis annexa
Agrotis annexa là một loài bướm đêm trong họ Noctuidae.